# داموتس

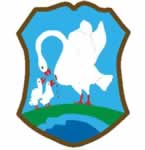
نشان داموتس، مجارستان

داموتس (به مجاری:  Dámóc) یک منطقهٔ مسکونی در مجارستان است که در ناحیه تسیگاند واقع شده‌است. داموتس ۱۵٫۹۹ کیلومتر مربع مساحت و ۴۰۷ نفر جمعیت دارد.